# Clearwater River (Idaho)
Der Clearwater River (englisch für „Klarwasser-Fluss“) ist ein 120 km langer Fluss im US-Bundesstaat Idaho.
Er fließt von den Bergen der Rocky Mountains westlich durch das nördliche Idaho. Bei Lewiston mündet der Clearwater in den Snake River.
Der Middle Fork Clearwater River und seine beiden Quellflüsse Lochsa River und Selway River sind als National Wild and Scenic River geschützt.
Der South Fork Clearwater River vereinigt sich bei Kooskia mit dem Middle Fork Clearwater River zum Clearwater River.
Der North Fork Clearwater River wird bei Orofino in der Dworshak-Talsperre aufgestaut. Er mündet von rechts kommend in den Clearwater River.

## Geschichte
Im September 1805 folgte die Lewis-und-Clark-Expedition einem Indianer-Pfad entlang des Flusses und trafen auf die Nez-Percé-Indianer in der Nähe der heutigen Stadt Weippe. Der Name Clearwater ist die englische Übersetzung eines Begriffes aus der Sprache der Nez Percé: Koos-Koos-Kai-Kai bedeutet klares Wasser.
Am Clearwater kam es 1877, im Rahmen des Nez-Percé-Feldzuges auch zur „Schlacht am Clearwater“.